# Локатор

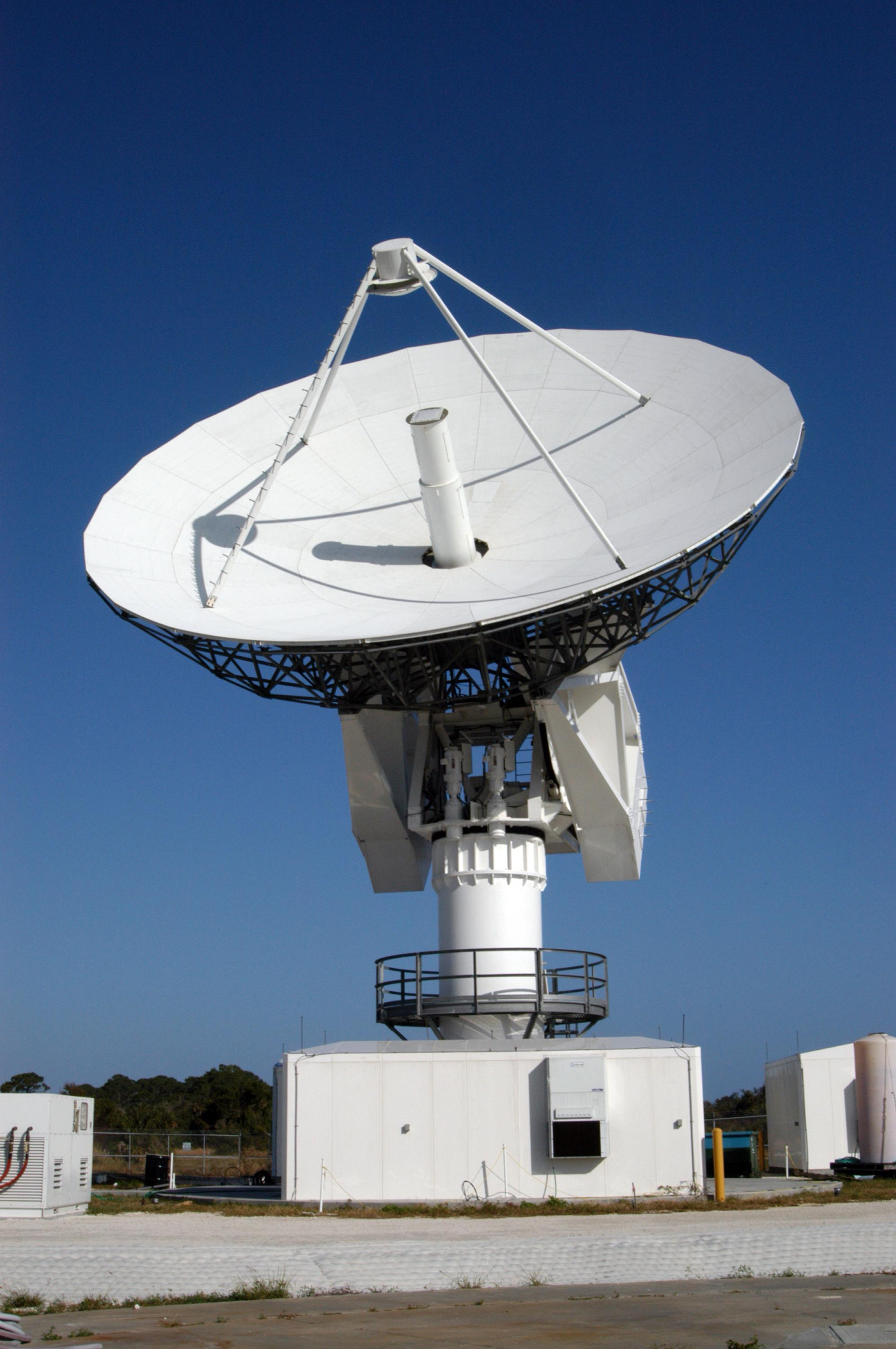
Радіолакатор

Лока́тор (рос. локатор, англ. locator; нім. Lokator) — штучний пристрій або живий орган, призначений для визначення місцезнаходження тіла, як правило, способом уловлювання відбитих від нього радіохвиль (радар) або звукових хвиль безконтактним способом.
Локатор спочатку випромінює певний вид енергії (наприклад, радіохвилю або ультразвук) в напрямку передбачуваного об'єкта, а потім за отриманими відбитими сигналами (луна́) намагається отримати якнайбільше інформації про об'єкт — відстань, азимут (напрям) швидкість об'єкта. Чим сильніший випромінюється імпульс і чим чутливіший приймач відбитого сигналу, тим точнішим буде результат.